# Matteo Bono
Matteo Bono (* 11. listopad 1983 Iseo) je italský profesionální cyklista.
Na kole závodí od 11 let, dva roky je členem formace Lampre Fondital, týmu šampionů jako je Damiano Cunego, Alessandro Ballan a Daniele Bennati.
Svou kariéru zahájil v týmu Polisportiva Camignone, kde zůstal až do juniorské kategorie. Během dvou let mezi juniory získal pouze jediné vítězství.
Ve svých 18 letech dostal šanci vstoupit mezi seniory v kategorii amatérů, Bruno Leali ho chtěl mít ve svém týmu, L'Egidio-Unidelta. V týmu působil 5 let a dokazoval, že má velký potenciál.

## Nejlepší výsledky

### 2005
- 1. místo - Trofeo Città di Brescia - Memorial Rino Fiori

### 2007
- 1. místo - 3. etapa Giro di Romandia
- 1. místo - 6. etapa Tirreno-Adriatico